# Heaton Chapel
Heaton Chapel est une région située au nord de Stockport, dans le Grand Manchester, en Angleterre. Elle borde les districts de Levenshulme et Manchester au nord, les districts de Stockport et de Heaton Moor à l'ouest, de Reddish et de Heaton Norris à l'est, et de Heaton Mersey à l'ouest et au sud. La Heaton Chapel et ses zones voisines sont collectivement appelées « les quatre Heatons ».

## Histoire

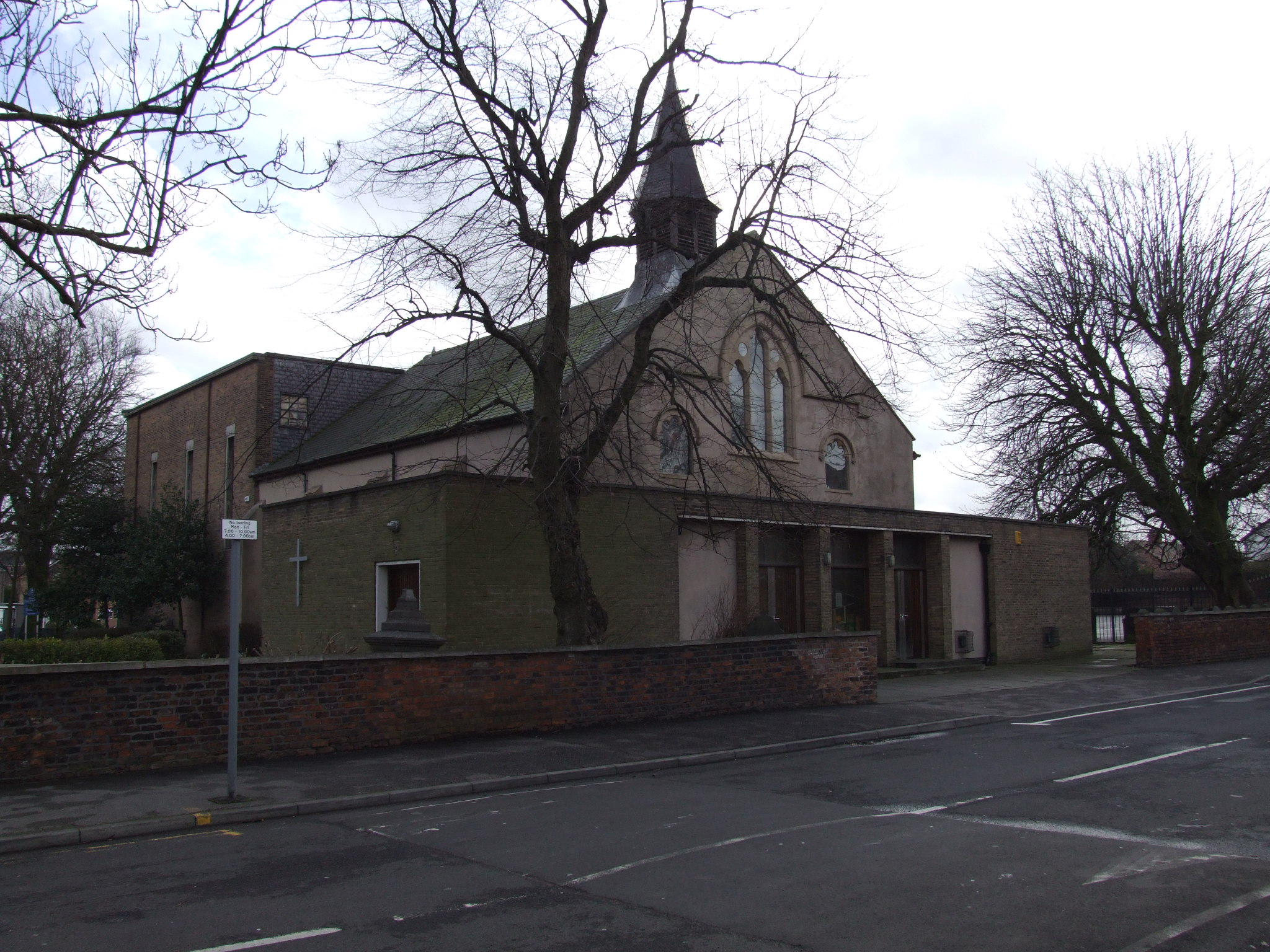
Église St Thomas